# Zeichenkörper
Als Zeichenkörper (auch: Zeichengestalt) bezeichnet man in semiotischer Auffassungen diejenige materielle Entität, die das Zeichen als haptisches, visuelles oder auditives Phänomen wahrnehmbar macht. Unter den Begriff fällt demnach sowohl der gesprochene Laut, das ikonische Symbol als auch der als dreidimensionales Objekt auf einer Buchseite aus Druckerschwärze geformte Buchstabe. Auch natürliche Objekte (z. B. Bäume, Landschaften, Licht) eignen sich als Zeichenkörper, insofern sie auf konventionellem Wege mit einer Zeichenbedeutung (Signifikat) verbunden werden können.
Der Begriff wird in der Semiotik überwiegend synonym zu demjenigen des Signifikants verwendet, teils als materielle Vorstufe von der psychischen Repräsentanz eines Gegenstandes geschieden und in jedem Fall als in seiner Beziehung zum Signifikat als arbiträr aufgefasst. Jan Assmann scheidet entsprechend die "Semantizität" eines Zeichens von seiner "sinnlichen Erscheinungsform", der physisch erfahrbaren Trägermaterie. Diese Relation zwischen Zeichenkörper und Bedeutung kann als dreifache Distanz beschrieben werden, die jeweils zwischen Objekt und Wahrnehmung, Wahrnehmung und Versprachlichung sowie sprachlichem Ausdruck und kultureller Codierung besteht.
In der Typographie wird die Differenz zwischen Signifikant und Signifikat beispielsweise durch den Unterschied der dreidimensional-graphischen Darstellungsform der Glyphen und ihrer konventionellen Lesart als Schriftzeichen markiert. 
Im Empirismus existieren Zeichenkörper demgegenüber als akustische oder visuelle Phänomene, die sich mittels psychologischer Verarbeitungsprozesse auf objektiv vorhandene Gegenstände beziehen.

## Weblink
- Todesco, Rolf: Hypertext oder Was heisst Konstruktion im konstruktivistischen Diskurs? In: Rusch, G. / S.J. Schmidt (Hrsg.): Konstruktivismus in Psychiatrie und Psychologie. (Memento vom 1. März 2001 im Internet Archive)